# Paratypothorax
Paratypothorax es un género extinto de aetosaurio, del que solo se conoce una especie, Paratypothorax andressi. Fue nombrado originalmente en 1985 a partir de especímenes recolectados en la zona inferior de Stubensandstein en Alemania y también se señaló su presencia en el Grupo Chinle en el suroeste de Estados Unidos en las formaciones Dockum y Chinle, las cuales datan de las etapas del Carniense y el Rhaetiense (Triásico Superior), respectivamente. El género fue descrito de osteodermos que inicialmente fueron referidos al fitosaurio Belodon kappfi. Material de Paratypothorax también ha sido reportado de la Formación Fleming Fjord en Groenlandia que data del Noriense.

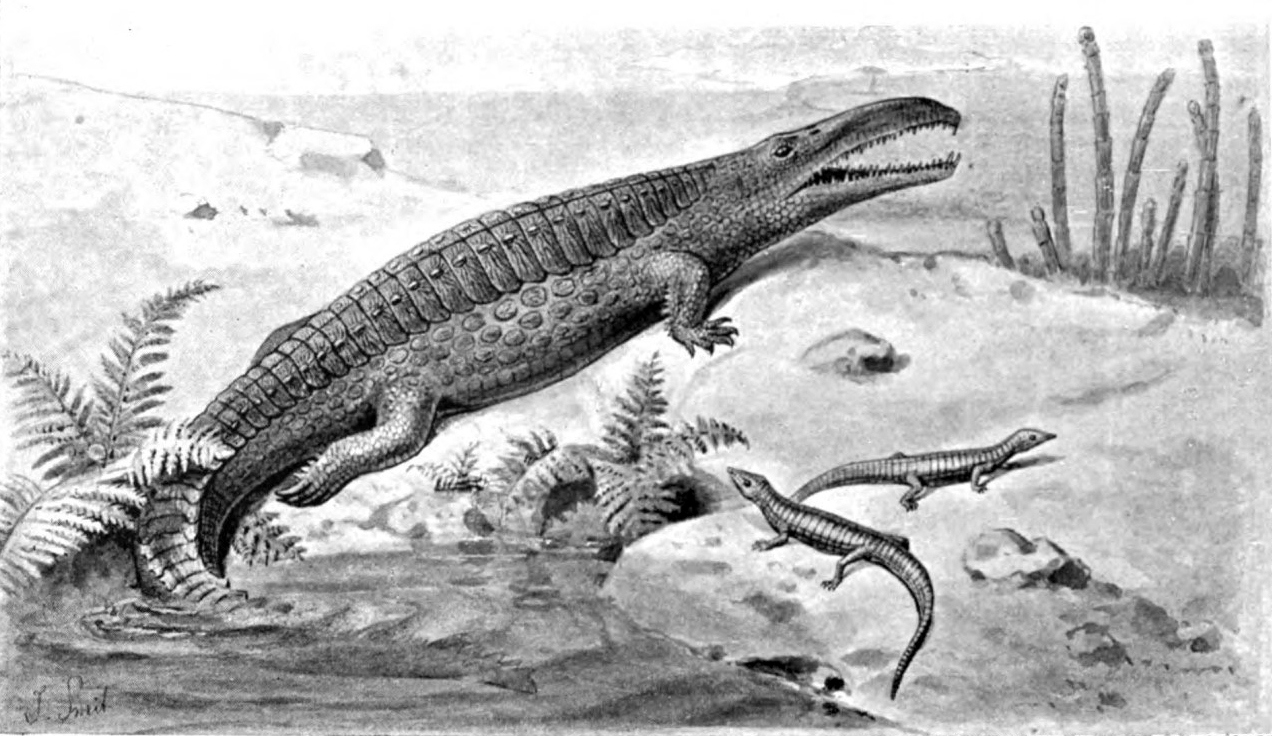
Reconstrucción de 1894 de Belodon, basada en el cráneo de Nicrosaurus y la armadura de Paratypothorax.

Paratypothorax posee escudos óseos paramedianos que son anchos en forma de correa y tienen surcos y agujeros en ellos que forman patrones radiales. Como otros tipotoracisinos como Typothorax, los escudos laterales poseen largas prominencias en forma de cuerno que adoptan la forma de un gancho en la parte posterior. La parte posterior de cada escudo se solapa con una protuberancia prominente.